# 흰철쭉
흰철쭉은 낙엽관목으로 원산지는 한반도·만주·우수리이다. 한국에서는 흔히 산야에서 볼 수 있으므로 정원수로는 별로 심지 않고 있으나 미국이나 일본, 유럽 등에서는 연분홍의 품위 있는 꽃 빛깔과 크고 아름답고 향기로운 점 등을 즐겨 정원 화목으로 심는다.

## 이름
흰철쭉은 동해안의 암석 위에 핀 것을 러시아의 해군이던 Schlippenbach가 처음으로 일본과 유럽에 전하게 되어 그의 이름을 따서 종명에 붙였다는 내력을 지녔다. 흰철쭉의 꽃말은 정열, 명예이다.

## 형태
흰철쭉은 수술 10개, 암술 1개, 씨방, 잎, 줄기, 뿌리, 선모로 구성되어있다.
흰철쭉의 나무껍질은 황갈색이다. 높이는 1~5m 정도까지 자란다.
흰철쭉의 잎은 5월에서 6월 초까지 가지 끝에 4~5개씩 모여서 어긋난다. 잎의 생김새는 거꿀달걀꼴(도란형)이나 넓은 거꿀달걀꼴이다. 잎 길이는 5~7cm이다.
흰철쭉의 꽃은 잎과 마찬가지로 5월에서 6월 초까지 가지마다 3~7개씩 핀다. 꽃 위쪽에는 붉은 갈색 반점이 있다. 처음에는 옅은 분홍색을 띠는 경우도 있지만, 대체로 흰색이다. 흰철쭉이라는 이름은 여기서 유래한 것이다. 꽃의 지름은 5~8cm이다. 수술은 10개, 암술은 1개이다. 수술의 길이는 각기 다르고, 씨방에는 선모(腺毛)가 나 있다. 열매는 속이 여러 칸으로 나뉘고, 칸마다 씨가 들어 있는 삭과(蒴果)이다. 길이는 1.5cm 정도이고, 생김새는 길쭉한 타원꼴이며, 10월에 익는다.

## 재배
흰철쭉의 꽃은 5월에서 6월초까지 가지마다 3~7개씩 핀다.
흰철쭉은 습기가 많고 땅이 비옥한 숲속이나 능선 지역에서 많이 발견된다. 관상수·정원수·조각재로도 인기가 높으며 다른 철쭉과 마찬가지로 먹을 수는 없다.
공해에는 다소 약하고 생장이 늦은 편이다. 씨앗번식이 잘되는데 가을에 씨앗을 받아 바로 뿌리거나 건조 저장했다가 봄에 뿌리면 잘 발아한다. 꺾꽂이는 5월 하순에 새로 나온 가지를 잘라 번식한다. 흰철쭉은 해발고도 100~2000m의 고산지대에 서식하고 있다.
그늘에서는 도장하기 쉬우므로 양지가 좋으나 여름의 서향볕이 강한 곳은 좋지 않다. 토질은 배수가 잘 되면서도 보수력이 있고 부식질이 많은 점질양토가 좋다. 봄의 싹트기 전인 3~4월 초순과 가을의 10~1월 초순이 좋으며, 심는 구덩이에 잘 썩은 퇴비나 우마분을 넣고 흙을 덮은 다음에 심는다. 활착할 때까지 관수에 주의하며, 지주를 세워 주고 지표에 볏짚을 덮어 준다. 여름에 잎말이벌레가 발생하면 디프테렉스를 뿌려 구제하며 가뭄이 심하면 잎 뒷면에 레드 스파이더가 발생하므로 타이젠을 뿌려 구제한다.

## 번식
씨가 익는 가을에 따서 직파한다. 상자나 파종분에 파종하며, 물이끼를 써서 흩뿌린다. 흙덮기(복토)할 필요는 없고 유리판을 덮어서 따뜻하고 반그늘진 곳에서 마르지 않게 관리하면 2주일 내지 1개월이면 싹튼다. 싹트기 시작하면 유리판을 벗기고 서서히 약한 광선에 내어 높으며 본 잎이 2~3장 나오면 선묘하여 실한 모종만 남겨 두고 다른 것은 뽑아 버린다. 본 잎이 4장 정도 자라면 넓은 분에 옮겼다가 이듬해 봄에 싹트기 전에 9 cm 분에 옮긴다. 이때 쓰는 흙은 부엽토, 보맹개흙을 같은 비율로 섞어서 사용한다.

## 쓰임새
정원수로 심으며 단식하는 것보다 군식하는 편이 꽃 필 때 아름답다. 야생목은 손쉽게 구할 수 있으나 뿌리가 조잡하여 이식하여도 죽이는 수가 많다. 결실도 잘 되고 파종도 쉬우므로 파종에 의하는 것이 좋다. 일본과 미국에서는 한국에서 채종한 씨를 가져다 육묘 공급하고 있는 인기 화목에 속한다.
흰철쭉에는 그레이아노톡신이라는 독이 들어있다. 사람이 흰철쭉을 먹거나 흰철쭉의 꿀을 먹으면 배가아프고 구토와 설사를 하게 된다. 흰철쭉이 독을 가지고 있는 이유는 다른 동물로부터 자기 자신을 보호하기 위함이다.

## 참고
1. 1 2 3 4  최영전 (2007년 5월 5일). 《관상수 재배 기술》. 서울: 오성출판사. 446쪽.
2. 1 2  https://terms.naver.com/entry.nhn?docId=1231705&cid=200000000&categoryId=200003328
3. ↑  https://terms.naver.com/entry.nhn?docId=1108295&cid=200000000&categoryId=200003016